# بنجامين باسوم
بنجامين باسوم (12 يناير 1985 في فرنسا - ) (بالفرنسية: Benjamin Psaume)‏ هو لاعب كرة قدم فرنسي في مركز جناح ‏. لعب مع نادي أرليه أفينيون ونادي بولون ونادي تروا ونادي تولوز ونادي سيت ونيم أولمبيك ولو بوي فوت 43 أوفيرني ‏.

## وصلات خارجية
- بنجامين باسوم على موقع قاعدة بيانات كرة القدم.إي يو (الإنجليزية)
- بنجامين باسوم على موقع ليكيب (الفرنسية)
- بنجامين باسوم على موقع Soccerway.com (الإنجليزية)